# チョン・インチョイ
チョン・インチョイ（張英才、Cheung Ying Choi、1934年9月15日 - 2023年6月14日）は、香港生まれの歌手、俳優、声優である。デビュー初期にてショウ・ブラザーズに加入。1980年にTVBの契約に署名して会社の専属俳優になった。

## 出演作品

### 映画
- 工廠少爺
- 大丈夫日記（1964年）
- 大丈夫日記II（1964年）
- 雪花神劍
- 鐵劍朱痕（前半、後半）
- 標準丈夫（1965年）
- 糊塗太太
- 明月千里寄相思（1967年）
- 月向那方圓（明月千里寄相思の最終回）
- 碧落紅塵（前半、後半）
- 武當飛鳳

### テレビドラマ(TVB)
- 輪流傳 - 顏世昌 役（1980年）
- 天龍八部 - 段正明 役（1981年）
- 射鵰英雄伝 - 馬鈺 役（1983年）
- 決戰玄武門 - 李淵 役（1984年）
- 楚留香之蝙蝠傳奇 - 仁憲帝 役（1984年）
- 鹿鼎記 - 澄觀 役（1984年）
- 家有嬌妻（1984年）
- 碧血剣 - 崇禎帝 役（1985年）
- 楊家将 - 曹國舅 役（1985年）
- 雪山飛狐 - 毒手薬王、無嗔大師 役（1985年）
- 開心女鬼（1985年）
- 倚天屠龍記 - 空聞 役（1986年）
- 俠客行 - 龍島主 役（1989年）
- 蜀山奇俠 - 玄真道人 役（1990年）
- 笑傲在明天 - 許仲發 役（1990年）
- 人海驕陽 - 賀輝 役（1991年）
- 漂白英雄 - 侯安生 役（1991年）
- 我愛玫瑰園（1991年）
- 他來自天堂（1992年）
- 都市的童話 - 齊仁 役（1993年）
- 射鵰英雄傳之南帝北丐 - 王重陽 役（1994年）
- 第三類法庭 - 周仁 役（1994年）
- 忘情闊少爺 - 忠伯 役（1995年）
- 笑傲江湖 - 方證方丈 役（1996年）
- 天龍八部 - 黃眉大師 役（1997年）
- 醫神華佗 - 華奕之 役（2000年）
- 美麗人生 - 何伯 役（2001年）
- 封神演義 - 楊進 役（2001年）
- 尋秦記（2001年）
- 彩色世界 - 林樂兒の父 役（2002年）
- 蕭十一郎 - 楊開泰の父 役（2002年、2007年に放映）
- 青出於藍（2004年）
- 翡翠戀曲 - 何德昌（老年）役（2004年）
- 翻新大少 - 貴叔 役（2005年）
- 人間蒸發 - 紀天成 役（2005年）
- 施公奇案 - 魯師爺 役（2006年）
- 飛短留長父子兵 - 馮德順 役（2006年）
- 樓住有情人 - 金松花 役（2006年）
- 布衣神相 - 賴藥郎 役（2007年）
- 爸爸閉翳 - 明叔 役（2007年）

## 声優作品

### アニメ
- 『カレイドスター』（広東語吹き替え版）
- 『高橋留美子劇場』（広東語吹き替え版）
- 『ピノッキオの冒険』（広東語吹き替え版）
- 『ヒカルの碁』（広東語吹き替え版）
- 『六門天外モンコレナイト』（広東語吹き替え版）
- 『魔法陣グルグル』（広東語吹き替え版）
- 『ドキドキ♡伝説 魔法陣グルグル』（広東語吹き替え版）
- 『幽☆遊☆白書』（広東語吹き替え版）
- 『勇者指令ダグオン』（広東語吹き替え版）（朝日山壯一）
- 『小さな巨人 ミクロマン』（広東語吹き替え版）
- 『爆転シュート ベイブレード』（広東語吹き替え版）
- 『名探偵コナン』（広東語吹き替え版）（塩田平八郎）
- 『魔法のスターマジカルエミ』（広東語吹き替え版）
- 『ドラゴンボール』（広東語吹き替え版）（バビディ）
- 『ドラゴンボールZ』（広東語吹き替え版）（バビディ）
- 『聖闘士星矢』（広東語吹き替え版）
- 『とんがり帽子のメモル』（広東語吹き替え版）
- 『機動戦士ガンダム』（広東語吹き替え版）（ドズル・ザビ）

### テレビドラマ(TVB)
- 『乾隆王朝』（慶成、蘇紀）
- 『秦始皇』（王翦）
- 『Xファイル』（広東語吹き替え版）
- 『倚天屠龍記』（張三丰）
- 『姿三四郎』（広東語吹き替え版）（矢野正五郎）